# Гісандо
Гісандо (ісп. Guisando) — муніципалітет в Іспанії, у складі автономної спільноти Кастилія-і-Леон, у провінції Авіла. Населення — 596 осіб (2010).
Муніципалітет розташований на відстані близько 120 км на захід від Мадрида, 60 км на південний захід від Авіли.

## Демографія
Динаміка населення (INE ):

## Галерея зображень
- Гісандо